# Patrick Kilpatrick

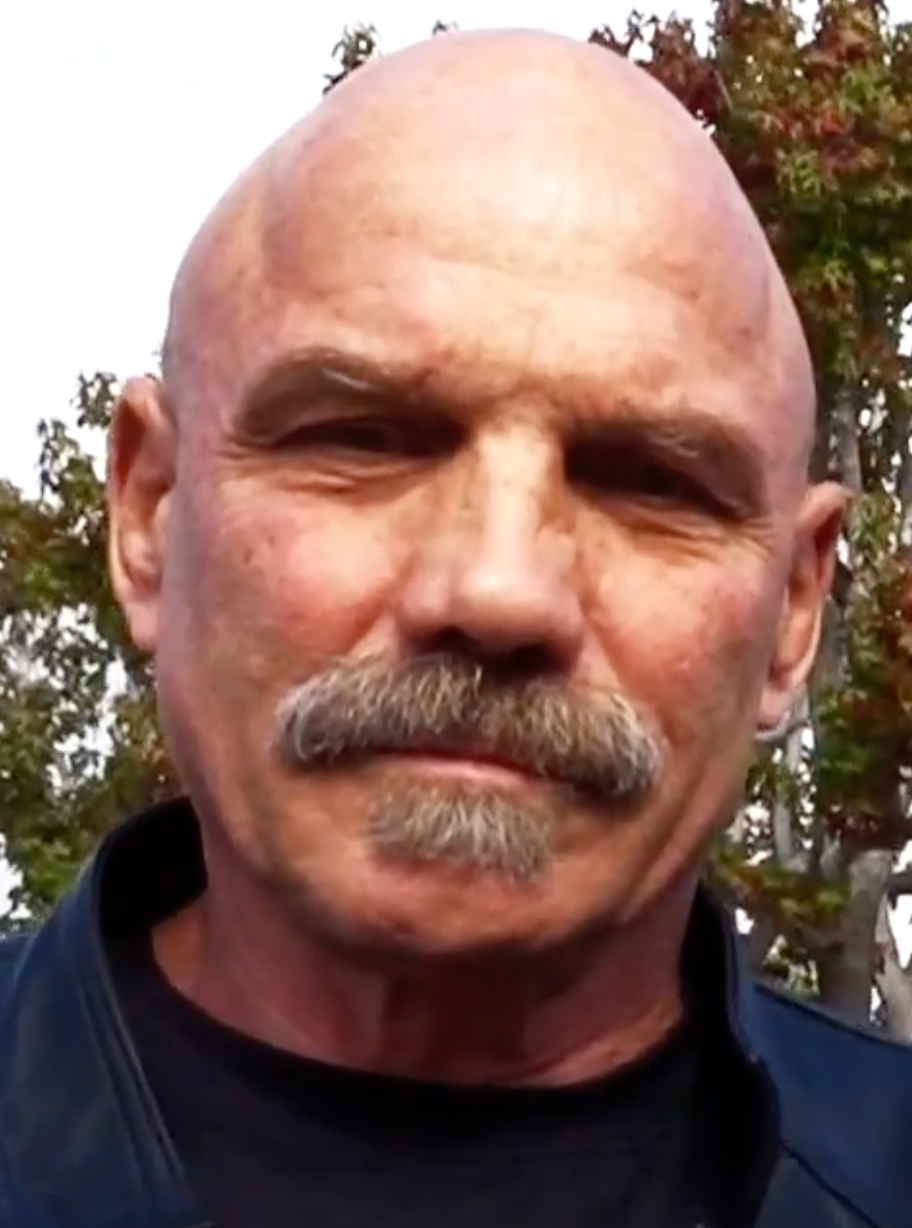
Patrick Kilpatrick, 2018

Patrick Kilpatrick (* 20. August 1949 in Orange, Virginia), eigentlich Robert Donald Kilpatrick Jr., ist ein US-amerikanischer Schauspieler.

## Leben
Kilpatrick war zunächst als Journalist tätig, entschied sich dann jedoch für eine Schauspielkarriere und trat zunächst in Off-Broadway-Produktionen auf. 1984 besuchte er das Casting der Serie Miami Vice und bewarb sich für die Rolle des Sonny Crockett, die später an Don Johnson ging. Im selben Jahr hatte er seine erste Spielfilmrolle in dem B-Movie Atomic Hero, im Jahr darauf spielte er in Guy Hamiltons Actionkomödie Remo – unbewaffnet und gefährlich.
Kilpatrick, der dafür bekannt ist, seine Stunts bevorzugt selbst auszuführen, hatte in der Folge Rollen in verschiedenen Actionfilmen; unter anderem neben Bruce Willis, Arnold Schwarzenegger, Steven Seagal, Jean-Claude Van Damme sowie Chow Yun Fat. Zu seinen bekanntesten Filmen zählen Peter Hyams’ Presidio und Steven Spielbergs Minority Report. Daneben trat er seit Mitte der 1980er Jahre als Gaststar in verschiedenen erfolgreichen Fernsehserien sowie in Fernsehproduktionen auf, darunter zwei Western mit Tom Selleck. 1996 hatte er eine wiederkehrende Rolle als Sergeant O'Connor in der Serie Dr. Quinn – Ärztin aus Leidenschaft.
Kilpatrick ist unverheiratet und hat zwei Kinder.

## Filmografie (Auswahl)

### Film
- 1984: Atomic Hero (The Toxic Avenger)
- 1985: Remo – unbewaffnet und gefährlich (Remo Williams: The Adventure Begins)
- 1987: Er kam aus der Sonne (The Quick and the Dead)
- 1988: Presidio (The Presidio)
- 1989: Anthony II – Die Bestie kehrt zurück (The Cellar)
- 1990: Mit stählerner Faust (Death Warrant)
- 1990: Die Klasse von 1999 (Class of 1999)
- 1993: Best of the Best 2 – Der Unbesiegbare
- 1993: American Karate Tiger (Showdown)
- 1994: Stephen Kings The Stand – Das letzte Gefecht (The Stand)
- 1995: Alarmstufe: Rot 2 (Under Siege 2: Dark Territory)
- 1995: 3 Ninjas – Fight & Fury (3 Ninjas Knuckle Up)
- 1996: Last Man Standing
- 1996: Eraser
- 1997: Free Willy 3 – Die Rettung (Free Willy 3: The Rescue)
- 1998: The Replacement Killers – Die Ersatzkiller (The Replacement Killers)
- 2002: Minority Report
- 2007: Rache – Vergeltung hat ihren Preis (Already Dead)
- 2008: Parasomnia
- 2009: Kill or Get Killed (Never Surrender)
- 2012: Wedding Day
- 2013: Cage of Glory – Sieg um jeden Preis (Chavez Cage of Glory)
- 2016: The Chemist
- 2018: Black Water
- 2019: Beyond the Law

### Fernsehen
- 1990: NAM – Dienst in Vietnam (Fernsehserie als CIA Agent Duke Fontaine, mehrere Folgen in der 3. Staffel)
- 1993: Time Trax – Zurück in die Zukunft (Time Trax, Fernsehserie, eine Folge)
- 1994: Stephen Kings The Stand – Das letzte Gefecht (The Stand, Miniserie, eine Folge)
- 1994: Superman – Die Abenteuer von Lois & Clark (Lois & Clark: The New Adventures of Superman, Fernsehserie, eine Folge)
- 1995, 2000: Star Trek: Raumschiff Voyager (Star Trek: Voyager, Fernsehserie, 2 Folgen)
- 1996: Nowhere Man – Ohne Identität!  (Nowhere Man, Fernsehserie, Folge 14)
- 1996–1997: Dr. Quinn – Ärztin aus Leidenschaft (Dr. Quinn, Medicine Woman, Fernsehserie, 8 Folgen)
- 1997: Emergency Room – Die Notaufnahme (ER, Fernsehserie, eine Folge)
- 1998: V.I.P. – Die Bodyguards (V.I.P., Fernsehserie, eine Folge)
- 1998: Star Trek: Deep Space Nine (Star Trek: Deep Space Nine, Fernsehserie, Folge 7x08: Die Belagerung von AR-558)
- 2000: Charmed – Zauberhafte Hexen (Charmed, Fernsehserie, eine Folge)
- 2001: Akte X – Die unheimlichen Fälle des FBI (The X-Files, Fernsehserie, eine Folge)
- 2005: 24 (Fernsehserie, eine Folge)
- 2005: Criminal Minds (Fernsehserie, eine Folge)
- 2005: CSI: Den Tätern auf der Spur (CSI: Crime Scene Investigation, Zwei Folgen: 5x16 und 14x11)
- 2008: Terminator: The Sarah Connor Chronicles (Fernsehserie, eine Folge)
- 2009: Nip/Tuck – Schönheit hat ihren Preis (Nip/Tuck, Fernsehserie, eine Folge)
- 2009: CSI: Miami (Fernsehserie, eine Folge)
- 2012: Burn Notice (Fernsehserie, eine Folge)
- 2015: Navy CIS: L.A. (NCIS: Los Angeles, Fernsehserie, eine Folge)
- 2016: Navy CIS: New Orleans (NCIS: New Orleans, Fernsehserie, eine Folge)